# Josip Čilić
Josip Čilić (* 19. März 1953 in Sarajevo) ist ein ehemaliger jugoslawischer Fußballspieler.

## Karriere

### Vereine
Čilić spielte zunächst bis Saisonende 1976/77 in Sarajevo für den dort ansässigen und unterklassigen NK Pofalićki Sarajevo, bevor er zur Saison 1977/78 vom FK Željezničar Sarajevo unter Vertrag genommen wurde. Nach seiner Premierensaison in der 2. Jugoslawischen Liga, stieg er mit dem Verein 1978 in die 1. Jugoslawische Liga auf. In einem Teilnehmerfeld von 18 Mannschaften belegte seine Mannschaft den neunten Platz. Mit dem dritten Platz am Saisonende 1983/84 war er mit seiner Mannschaft für den Wettbewerb um den UEFA-Pokal 1984/85 qualifiziert. In diesem erreichte seine Mannschaft das Halbfinale, in dem sie nach Hin- und Rückspiel gegen Videoton SC jedoch ausschied; bis dahin hatte Čilić in allen zehn Spielen mitgewirkt, blieb jedoch ohne Torerfolg. Dem Verein gehörte er bis Oktober 1985 an, ehe er sich in die türkische Kreisstadt Tarsus in der Provinz Mersin begab. Für den dort ansässigen Zweitligaverein Tarsus İdman Yurdu bestritt er Punktspiele in der Gruppe B, die als Zweiter – ein Punkt hinter Erstligaabsteiger Boluspor – abgeschlossen werden konnte.

### Nationalmannschaft
Čilić spielte im Jahr 1978 unter Trainer Otto Barić für die Amateurnationalmannschaft Jugoslawiens im Wettbewerb um den UEFA-Amateur-Cup. Am 15. Mai erreichte seine Mannschaft – nachdem sie sich zuvor im Halbfinale mit 3:1 im Elfmeterschießen gegen die Amateurnationalmannschaft Deutschlands durchgesetzt hatte – das Finale. In Athen wurde die Amateurnationalmannschaft Griechenlands mit 2:1 n. V. bezwungen; in diesem Spiel kam er als Einwechselspieler zum Einsatz.

## Erfolge
- UEFA Amateur Cup-Sieger 1978
- Halbfinalist UEFA-Pokal 1985